# باربارا باندا
باربارا باندا (انگلیسی: Barbra Banda؛ زادهٔ ۲۰ مارس ۲۰۰۰) بازیکن فوتبال اهل زامبیا است.
وی همچنین در تیم‌های ملی فوتبال تیم ملی فوتبال زیر ۱۷ سال زنان زیمبابوه و تیم ملی فوتبال زنان زیمبابوه بازی کرده‌است.